# Dominika Cibulková
Dominika Cibulková, née le 6 mai 1989 à Bratislava, est une ancienne joueuse de tennis slovaque.
Professionnelle de 2004 à 2019, elle a remporté huit titres WTA en simple dames, dont le Masters 2016, et a également été finaliste de l'Open d'Australie en 2014 et demi-finaliste de Roland-Garros en 2009.
Elle a atteint au minimum les quarts de finale des quatre tournois du Grand Chelem.
Cibulková atteint son meilleur classement en mars 2017, à la quatrième place mondiale.

## Style de jeu
Dotée d'un petit gabarit, Dominika Cibulková fait preuve d'une grande solidité en fond du court. Très combative, sa bonne vitesse de déplacement lui permet d'avoir un jeu de défense performant et demeure difficile à déborder. Elle est reconnue pour son jeu agressif fait de coups droits de fond de court et de revers puissants.
Si la Slovaque fait également preuve d’un bon sens tactique et d’une bonne anticipation des coups adverses, elle est aussi capable de varier son jeu : cela en fait une joueuse particulièrement efficace sur terre battue.
Forte en retour de service, son service apparaît comme son point faible dû à sa taille.

## Carrière tennistique

### Ses débuts
Dominika Cibulková fait ses débuts professionnels en 2005. Elle connaît une rapide progression dans la hiérarchie mondiale durant les deux années suivantes, avec plusieurs victoires sur le circuit féminin ITF (Amarante, Bratislava). Excellente junior, Dominika Cibulková atteint en 2005 la 3e place mondiale.

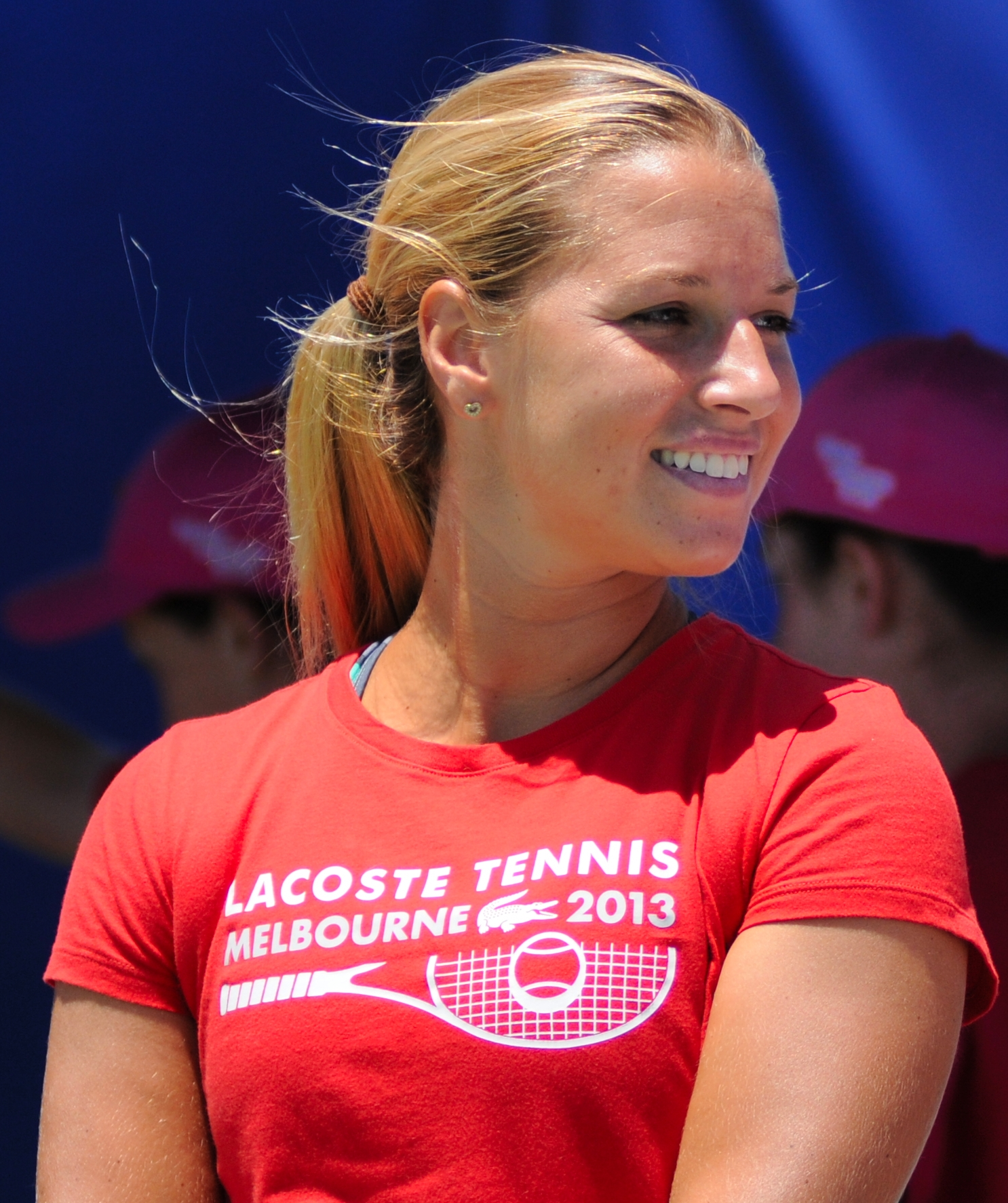
Cibulkova en 2013.

Elle prend ses marques sur le circuit WTA en 2007 et fait son entrée dans le top 100 en juin, au bénéfice d'un troisième tour à Roland-Garros.

### 2008: révélation sur le circuit professionnel
En 2008, elle côtoie l'élite à l'occasion du Tier I de Doha et engrange des succès convaincants face à Lucie Šafářová, Patty Schnyder et Venus Williams. Elle est seulement défaite en quart de finale par Agnieszka Radwańska au terme de près de trois heures de jeu.
Elle joue aussi ses premières finales WTA à Amelia Island et Montréal après avoir battu plusieurs membres du top 10 comme la no 6 mondiale Elena Dementieva et la no 2 mondiale Jelena Janković,. Elle termine l'année à la 19e place du classement WTA.

### 2009: première demi-finale en Grand-Chelem mais saison mitigée
Auteure d'un excellent parcours à Roland-Garros en 2009 (éliminant notamment Maria Sharapova en quart de finale), elle accède au 3e tour à Wimbledon un mois plus tard. Ces résultats lui permettent, le 6 juillet, d'accéder au meilleur classement de sa carrière, soit le 12e rang mondial. Moins performante dans la seconde moitié de la saison, elle termine l'année à la 30e place.

### 2010: saison terne et quarts de finale à l'US Open
Sa saison 2010 commence par une déception à l'Open d'Australie : la joueuse slovaque se fait éliminer dès le 1er tour de la compétition par l'Américaine Vania King.
À Roland-Garros, Dominika ne réitère pas ses performances de la saison précédente. Après avoir battu la Russe Ivanova et l'Américaine Varvara Lepchenko, elle est battue au troisième tour par la numéro 2 mondiale Venus Williams.
Son classement ne lui permet pas d'aborder Wimbledon en tête de série. Au premier tour, Dominika l'emporte contre la tête de série 25, Lucie Šafářová puis défait la Japonaise Ayumi Morita en trois sets mais s'effondre logiquement face à Serena Williams au troisième tour.
Après quelques US Series décevant, Cibulková élimine Svetlana Kuznetsova, tête de série no 11 en 1/8 de finale de l'US Open après avoir battu successivement Stefanie Vögele, Kateryna Bondarenko et Lourdes Domínguez Lino. Son parcours s'arrête en 1/4 de finale face à la no 1 mondiale et future finaliste Caroline Wozniacki.
Cibulková ne confirme pas et se fait éliminer dès le 1er tour à Tokyo, au 2e tour à Pékin et au 1er tour à Linz. Lors du dernier tournoi de sa saison 2010 à Moscou, Cibulková élimine la Russe Pavlyuchenkova et bat ensuite la Bulgare Tsvetana Pironkova. Son parcours s'arrête en 1/4 de finale face à María José Martínez Sánchez. Dominika Cibulková termine à la 31e place mondiale au terme d'une saison en demi-teinte.

### 2011: premier titre en carrière et quarts de finale à Wimbledon
Dominika Cibulková entame la saison 2011 à Brisbane. Elle bat les Italiennes Sara Errani et Roberta Vinci puis s'incline au 3e tour face à Petra Kvitová, récente demi-finaliste de Wimbledon. À Sydney, Cibulková s'impose face à Maria Kirilenko puis Caroline Wozniacki, no 1 mondiale, mais se fait éliminer par une jeune joueuse russe Alisa Kleybanova au 3e tour.
À Melbourne, pour le premier Grand-Chelem de la saison, Cibulková élimine consécutivement l'Allemande Angelique Kerber et l'Italienne Alberta Brianti. Au troisième tour, la no 1 mondiale Caroline Wozniacki prend sa revanche de Sydney et l'élimine.
Cibulková s'incline ensuite en quarts de finale de l'Open GDF Suez à Paris et effectue de piètres performances dans les tournois du Golfe Persique à Dubaï puis Doha arrêtée respectivement au premier et second tour. Ses résultats dans les tournois américains sont plus solides : à Indian Wells, Cibulková bat l'Indienne Sania Mirza et élimine Vera Zvonareva, tête de série no 3, au 2e tour. Son parcours s'arrête en 1/8 de finale face à Yanina Wickmayer. À Miami, Dominika Cibulková s'impose face à la Suissesse Timea Bacsinszky puis s'incline en trois sets devant Victoria Azarenka au terme d'un bon match.

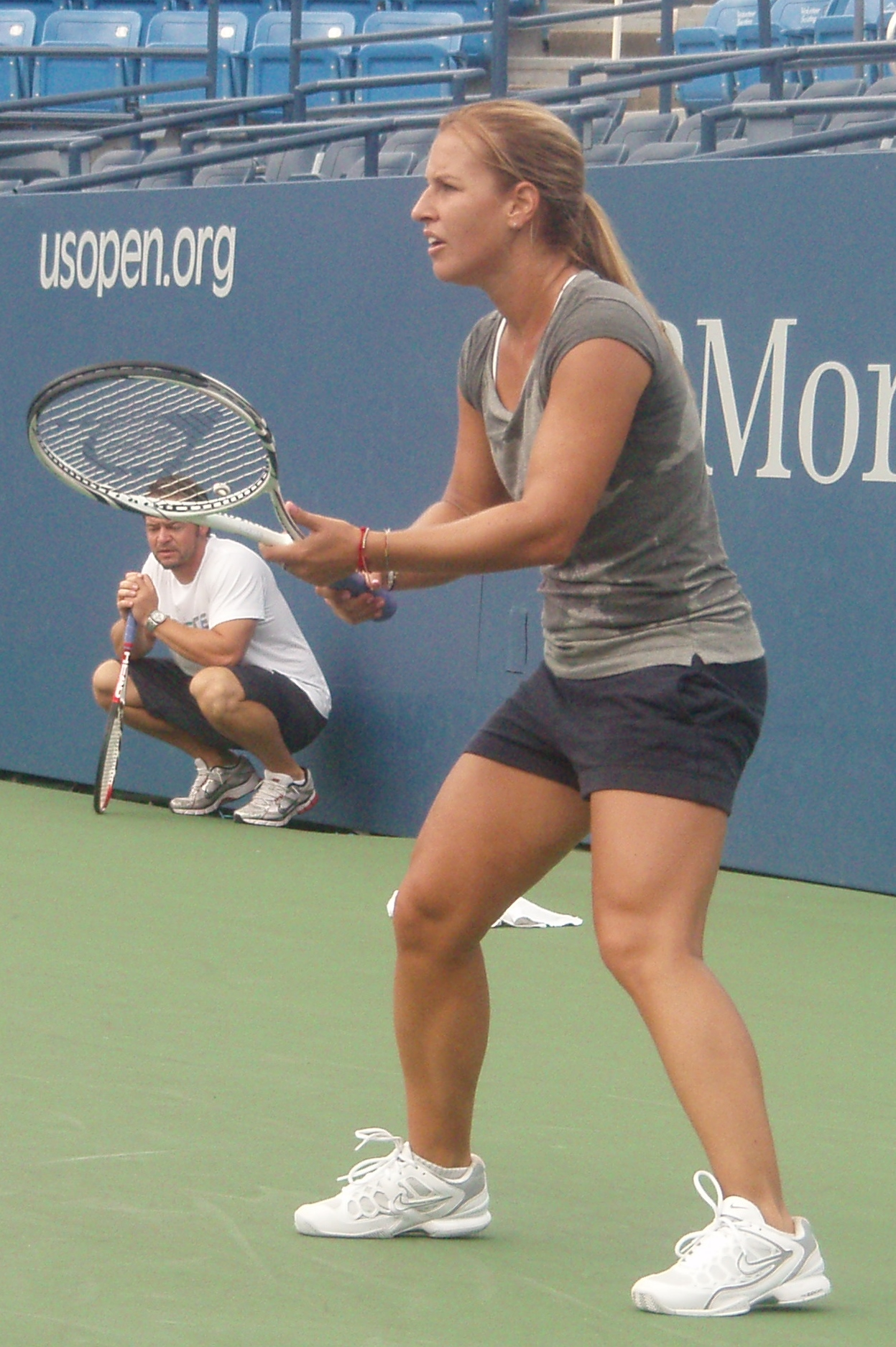
Dominika Cibulková à l'US Open en 2011.

La saison sur terre battue ne démarre pas dans les meilleures conditions pour Cibulková. En effet, elle se fait éliminer dès le 1er tour à Stuttgart par une joueuse locale, Sabine Lisicki. À l'Open de Madrid, premier gros tournoi de la saison sur terre, elle effectue un bon parcours. Elle se défait de Svetlana Kuznetsova au 1er tour et bénéficie ensuite de l'abandon de la Hongroise Ágnes Szávay pour retrouver Maria Sharapova au 3e tour. Peu à l'aise sur la terre battue, Sharapova s'est déjà fait battre par Dominika Cibulková en 1/4 de finale des Internationaux de France 2009. La Slovaque renouvelle sa performance en deux sets (7-5, 6-4). Son parcours s'arrête en 1/4 de finale contre Petra Kvitová.
Forfait pour les Internationaux de Rome, Cibulková rentre de blessure à Roland-Garros mais se fait éliminer dès le premier tour par l'Américaine Vania King, qui mène 3-0 dans leurs confrontations en tête à tête.
Cibulková se ressaisit en réalisant une excellente saison sur herbe. Au tournoi de Bois-le-Duc, Cibulková s'adjuge aisément de la Roumaine Simona Halep et de l'Allemande Kristina Barrois. Au 3e tour, plus d'un mois après sa victoire sur Svetlana Kuznetsova à Madrid, elle bat une nouvelle fois la Russe. En 1/4 de finale, Cibulková tombe face à Roberta Vinci, future lauréate du tournoi.
Au premier tour du tournoi de Wimbledon, elle affronte une spécialiste du gazon, la revenante croate Mirjana Lučić qui a déjà atteint les 1/2 finales du tournoi londonien douze ans auparavant. Victoire étriquée pour Cibulková (3-6, 6-3, 8-6) qui remporte plus facilement le tour suivant face la Slovène Polona Hercog. Elle affronte ensuite une joueuse révélée cette année sur le circuit, l'Allemande Julia Görges, seizième tête de série. Cibulková l'emporte en trois sets 6-4, 1-6, 6-3. En deuxième semaine, elle s'impose en trois sets contre la no 1 mondiale, Caroline Wozniacki mais chute en 1/4 de finale contre Maria Sharapova, lauréate 2004. Celle-ci s'impose très facilement 6-1, 6-1 en une heure de jeu.
Les US Series démarrent par le tournoi de Stanford où Cibulková va battre successivement Kimiko Date, Christina McHale et Marina Eraković. Elle déclare cependant forfait pour les 1/2 finales où elle devait affronter la Française Marion Bartoli. Rentrant de blessure, elle est éliminée dès le premier tour à Toronto par la Tchèque Iveta Benešová. A Dallas, son parcours s'arrête au second tour face à l'Ukrainienne Kateryna Bondarenko. Lors du dernier tournoi du Grand-Chelem de l'année, Cibulková bat la Chinoise Zhang Shuai au premier tour mais, face à une joueuse locale, Irina Falconi, elle se fait éliminer au second tour par 6-2, 3-6, 5-7.
Cibulková connaît un regain de forme en toute fin de saison ; elle atteint la finale à Linz, battue par Petra Kvitová et gagne son premier tournoi sur le circuit professionnel, à Moscou où elle bat successivement Polona Hercog, Klára Zakopalová, la no 5 mondiale Vera Zvonareva, une autre Russe Elena Vesnina et l'Estonienne Kaia Kanepi en finale.

### 2012: quart de finale à Roland-Garros et deuxième titre WTA
Dominika Cibulková choisit une nouvelle fois de lancer sa saison à Brisbane, où elle est battue dès son entrée en lice par sa compatriote Daniela Hantuchová. Elle parvient à passer un tour à Sydney sans toutefois briller puisqu'elle est ensuite éliminée par la numéro un mondiale Caroline Wozniacki. Ainsi, elle ne réitère pas son exploit de la saison passée où elle était parvenue à sortir sèchement Wozniacki au même stade de cette même compétition.
Elle essuie une nouvelle contre-performance à l'Open d'Australie, vaincue au 2d tour par Gréta Arn. « Domi » continue son mauvais début de saison par des éliminations dès le premier tour aux tournois de Pattaya, Doha et Dubaï.
Tête de série no 16 à Indian Wells, elle profite de l'abandon de Rybáriková au deuxième tour alors qu'elle menait 2-1. Roberta Vinci l'écarte du tournoi en trois manches dès le troisième tour. Cibulková réalise un parcours plus probant à Miami, battue par Azarenka en huitième de finale au cours d'un match accroché.
Sa saison sur terre battue est mitigée mais néanmoins convaincante. Si elle accède à la finale à Barcelone (défaite par Errani) et aux quarts de finale à Rome, Bruxelles et Roland-Garros (respectivement défaite par Li Na, Simona Halep et Samantha Stosur), elle échoue d'emblée à Stuttgart et Madrid.

### 2013: mauvaise saison en Grand Chelem
Dominika Cibulková commence sa saison avec le tournoi de Sydney en atteignant la finale en battant trois top10, Petra Kvitová 8e mondiale, Sara Errani 7e mondiale et Angelique Kerber 5e mondiale. Avant de perdre contre Agnieszka Radwańska avec un double 6-0 cruel.
En mars, à l'Open de Miami elle perd au troisième tour en trois sets contre Serena Williams. Elle réapparaît à un bon niveau à Stanford un tournoi Premier, où elle est tête de série no 3, elle atteint la finale avec facilité et croise à nouveau Radwańska, qu'elle domine cette fois sur le score de 3-6, 6-4, 6-4, décrochant ainsi son 3e titre en carrière.
Lors de l'Open du Canada elle atteint les quarts de finale, signant une victoire sur Angelique Kerber, alors 9e mondiale.

### 2014: première finale de Grand Chelem à l'Open d'Australie et top 10
La saison 2014 de la Slovaque démarre par l'Open de Brisbane. Après avoir battu Heather Watson, puis plus difficilement la vétérane du circuit Kimiko Date, elle perd en quart de finale face à la no 1 mondiale et future lauréate du tournoi Serena Williams (6-3, 6-3). Elle enchaîne ensuite avec le tournoi de Sydney où elle a une finale à défendre, mais a le malheur de se retrouver confrontée à la tête de série no 5 dès son premier tour : malgré une belle résistance, Angelique Kerber la bat en deux sets serrés (7-65, 7-5).

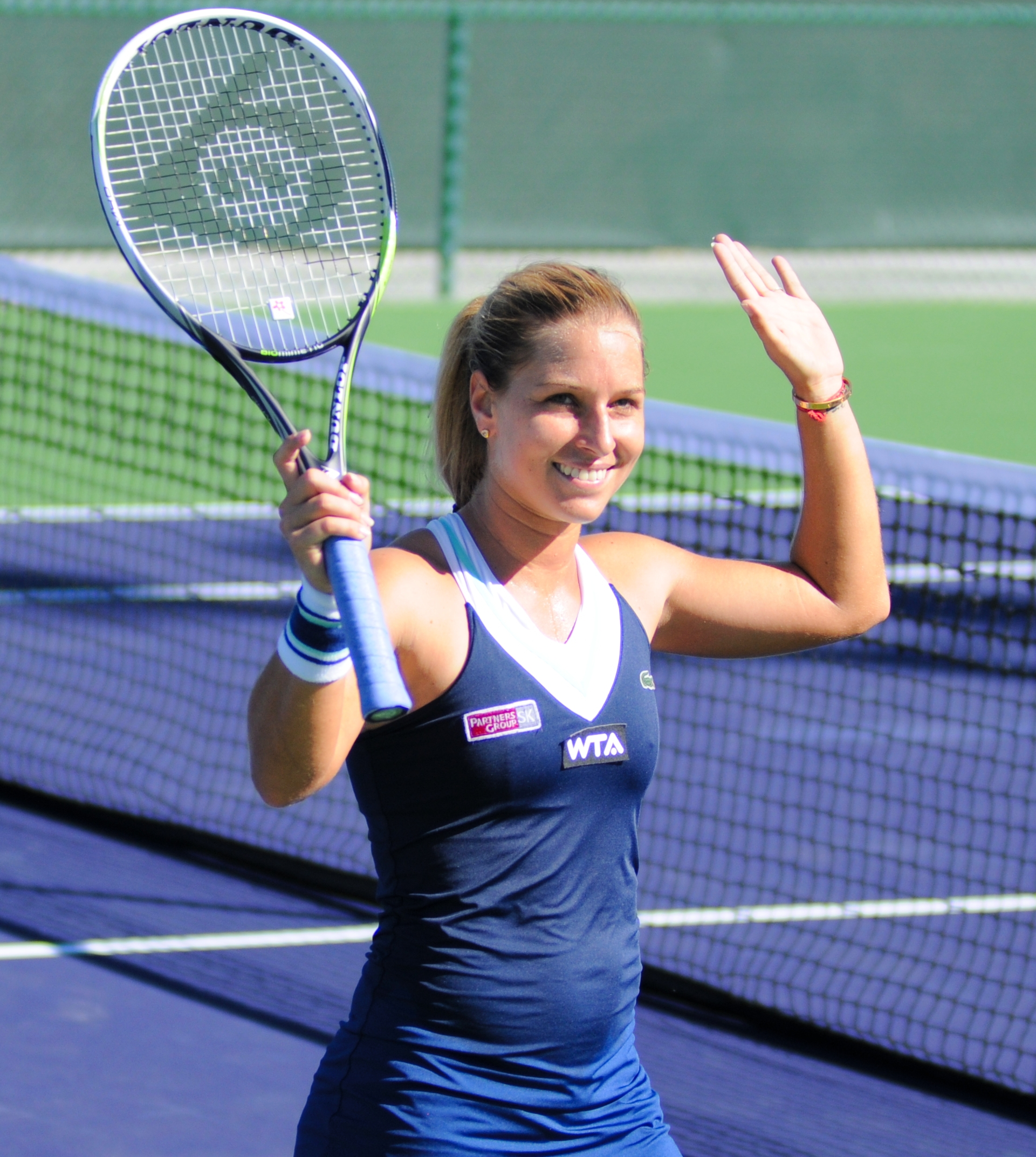
Cibulková à Indian Wells en 2014.

Cibulková va ensuite réaliser une belle performance lors de l'Open d'Australie puisqu'elle se défait successivement en deux sets nets de Francesca Schiavone (6-3, 6-4), de Stefanie Vögele (6-0, 6-1) puis de Carla Suárez Navarro (6-1, 6-0). En huitième de finale, elle crée la surprise en battant la lauréate de l'édition 2008, Maria Sharapova (no 3 mondiale), profitant en effet d'une diminution physique de cette dernière pour l'éliminer (3-6, 6-4, 6-1). En quart de finale, elle écarte facilement Simona Halep, tête de série no 11 (6-3, 6-0), avant de créer à nouveau la surprise en demi-finale où elle corrige la no 5 mondiale Agnieszka Radwańska (6-1, 6-2).
Ainsi, Dominika se qualifie pour sa première finale en Grand-Chelem et devient par la même occasion la première joueuse slovaque à atteindre ce niveau de la compétition en Grand-Chelem,. En finale, elle affronte la no 4 mondiale Li Na. La Chinoise a le plus d'expérience de tels matchs puisqu'elle a déjà remporté Roland-Garros en 2011 et a atteint la finale de l'Open d'Australie en 2011 et en 2013. Au début du premier set, les deux joueuses semblent nerveuses : Cibulková commet beaucoup de double-fautes et plusieurs fautes directes. Cependant, elle réussit à accrocher son adversaire en ne perdant que dans le tie-break (7-63). Mais la Chinoise déroule dans le deuxième set et lui inflige un sévère 6-0. Grâce à cette finale certes perdue, Dominika passe du 24e au 13e rang mondial.
Après avoir été éliminée avec l'équipe de Slovaquie en quarts de finale de la Fed Cup puis avoir abandonné au 1er tour de l'Open de Doha, Dominika Cibulková remporte fin février le tournoi d'Acapulco en battant en finale Christina McHale (7-63, 4-6, 6-4). Par la suite, elle participe aux Open d'Indian Wells puis de Miami où elle est respectivement éliminée en quart de finale et en demi-finale avec des victoires sur Petra Kvitová et Agnieszka Radwańska mais en perdant à chaque fois contre Li Na, devenue sa « bête noire ». Elle parvient toutefois à intégrer le top 10 mondial au classement établi le 31 mars 2014.
En avril, Dominika participe à l'Open de Malaisie. Non sans avoir bataillé, elle y perd en finale face à la prometteuse joueuse croate Donna Vekić (5-7, 7-5, 7-64). Dominika Cibulkova est toujours 10e au classement du 21 avril établi sur les 365 derniers jours.
Plus inconstante, elle perd par la suite plus souvent d'entrée de tournoi, ne confirmant pas son classement et son statut de finaliste d'un tournoi du Grand Chelem. Le creux de vague est atteint lors de l'US Open, où elle perd dès le premier tour contre la jeune joueuse américaine Catherine Bellis, 1208e mondiale, qui remporte son premier match à seulement 15 ans, devenant la plus jeune joueuse à remporter un match à Flushing Meadows depuis Anna Kournikova en 1996.
Elle est qualifiée pour le tournoi international des championnes, le Masters bis, du fait de son titre international. En poule, elle gagne contre Tsvetana Pironkova et Carla Suárez Navarro, mais perd contre Andrea Petkovic la future lauréate. Elle finit la saison à son meilleur classement : 11e mondiale.

### 2015: quart de finale à Melbourne et opération du talon
Cibulková commence mal sa saison, alors engagée à l'Open de Brisbane et le tournoi de Sydney, totalisant 2 défaites pour une seule victoire. Elle arrive donc à l'Open d'Australie en méforme et en manque de confiance. La Slovaque parvient malgré tout à élever son niveau de jeu en battant Alizé Cornet (7-5, 6-2) et Victoria Azarenka (6-2, 3-6, 6-3). Cependant elle est stoppée nettement par Serena Williams (6-2, 6-2) en quart de finale.
Blessée au talon d'Achille depuis quelques années, Dominika a annoncé qu'elle allait se faire opérer dès le 9 mars. Elle sera éloignée des courts pendant quelques mois et ne fera pas son retour avant juin pour le tournoi de Wimbledon, où elle se fera éliminer dès le premier tour.
Lors de l'US Open, elle atteint tout de même le troisième tour en éliminant au premier la tête de série no 7 Ana Ivanović (6-3, 3-6, 6-3) mais perdant face à Eugenie Bouchard dans un match très serré (7-69, 4-6, 6-3). Enfin à Tokyo, elle atteint les demi-finales en battant à nouveau Ivanović (7-65, 6-3) et Suárez Navarro (6-4, 6-4) mais échoue contre Radwańska (6-4, 6-1).

### 2016: trois titres WTA, finales à Madrid, Wuhan et victoire aux Masters de Singapour
Redescendue à la 38e place mondiale, Cibulková entame la saison 2016 par le tournoi de Brisbane, préparatoire pour l'Open d'Australie, où elle s'incline au deuxième tour contre Roberta Vinci. La semaine suivante, elle participe au tournoi de Hobart, lors duquel elle atteint la demi-finale, battue (1-6, 6-4, 4-6) par Eugenie Bouchard. À l'Open d'Australie, quart de finaliste sortante, elle perd dès le premier tour contre la Française Kristina Mladenovic (3-6, 4-6) en 1 h 17, ce qui la fait chuter à la 65e place du classement WTA.
En février, elle joue au tournoi d'Acapulco, qu'elle a notamment remporté en 2014. Elle élimine au premier tour Lourdes Domínguez sur un cinglant 6-0, 6-0, puis bénéficie du forfait de Victoria Azarenka. En quarts, elle bat plus difficilement Johanna Larsson (3-6, 6-2, 6-3) et en demi-finale Christina McHale en deux manches. Elle perd en finale contre Sloane Stephens (4-6, 6-4, 65-7) au terme d'un match à suspense, notamment au troisième set.
En avril, à Katowice, elle bat difficilement (66-7, 6-4, 7-63) l'Allemande Carina Witthöft en sauvant des balles de match, puis remporte des matchs en deux sets contre Elizaveta Kulichkova, Francesca Schiavone et la Française Pauline Parmentier (7-5, 6-0) pour atteindre la finale. Elle bat facilement (6-4, 6-0) l'Italienne Camila Giorgi, et remporte son cinquième titre WTA en simple.
Pour la saison de terre battue, elle réalise un excellent parcours à Madrid, bien que n'étant pas tête de série. Elle bat d'entrée de tournoi la no 2 mondiale Agnieszka Radwańska (6-4, 63-7, 6-3), dans un match maîtrisé. Par la suite, elle enchaîne trois matchs en perdant à chaque fois le premier set, mais s'imposant finalement, contre Caroline Garcia (0-6, 6-3, 6-4), Anastasia Pavlyuchenkova (2-6, 6-3, 7-5) et Sorana Cîrstea (4-6, 6-3, 6-3) pour aller en demi-finale. À ce stade, elle affronte la qualifiée Louisa Chirico, une novice qu'elle domine en moins d'une heure (6-1, 6-1) avec un total de 24 coups gagnants pour seulement 8 fautes directes, et se qualifie ainsi pour sa première finale dans un tournoi de cette catégorie. Au terme de ce dernier match, elle perdra cependant sèchement (2-6, 4-6) en 1 h 20 contre la no 6 mondiale, Simona Halep, accumulant les fautes directes.

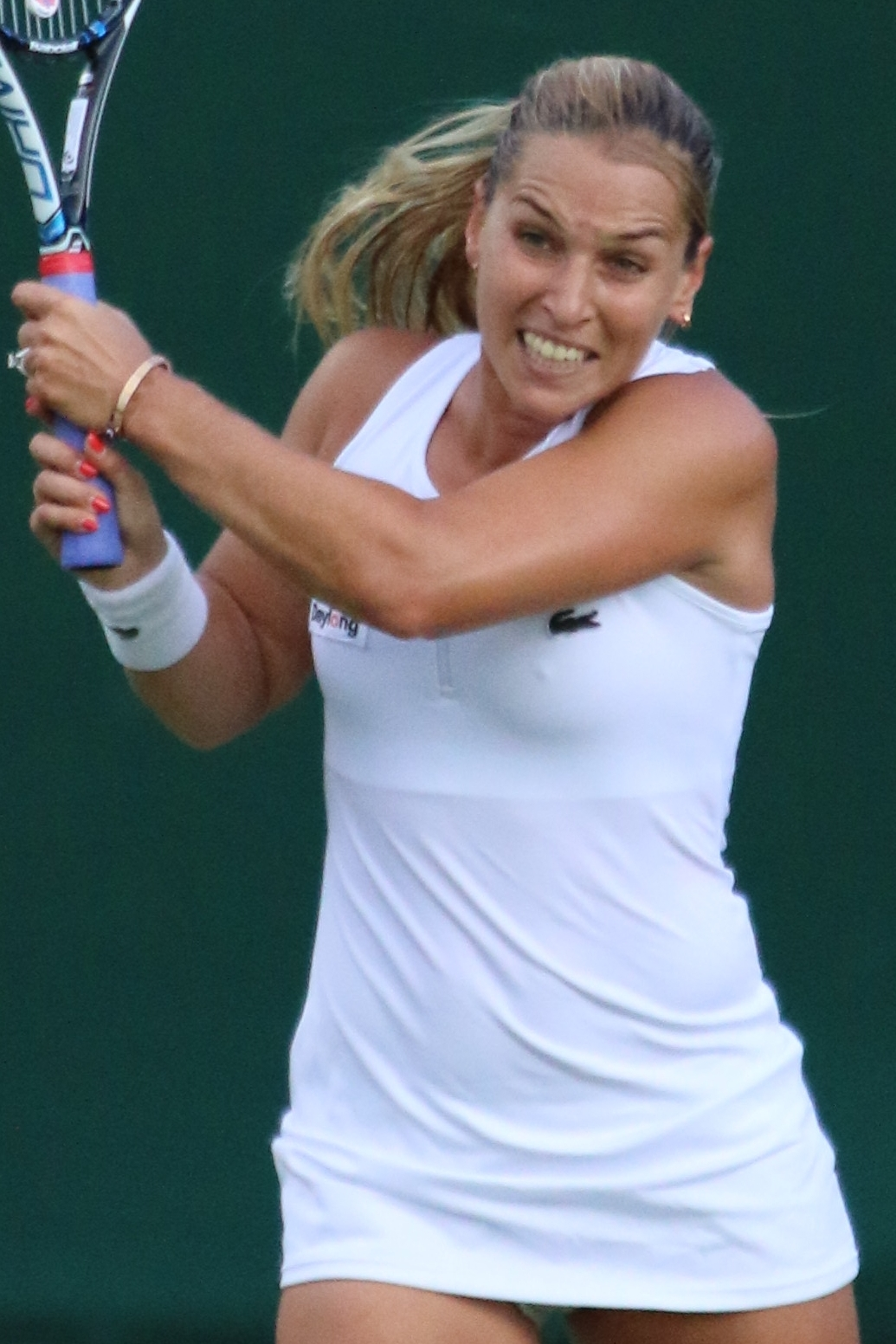
Cibulková à Wimbledon en 2016.

Sur le gazon d'Eastbourne (tournoi Premier), elle bat la jeune Jeļena Ostapenko (6-3, 6-3) et Kateryna Bondarenko en deux manches avant d'affronter la tête de série no 1 Agnieszka Radwańska. Leur match sera interrompu par la pluie alors qu'elle est menée 6-4, 2-0 par la Polonaise. Le lendemain Cibulková réussit la performance de renverser le cours du match, et de s'imposer (4-6, 7-62, 6-3) contre la 3e mondiale en un peu plus de trois heures. Quelques heures plus tard, elle bat plus facilement (6-2, 6-1), la qualifiée Monica Puig en demie pour se qualifier pour sa quatrième finale de l'année. Elle s'impose (7-5, 6-3) en 1 h 40 face à Karolína Plíšková tête de série numéro 10, remportant son premier titre sur gazon et le deuxième de l'année.
Lors du tournoi de Wimbledon, qu'elle aborde avec confiance, avec sa confiance, elle élimine successivement Mirjana Lučić-Baroni, Daria Gavrilova (6-3, 6-2) et Eugenie Bouchard (6-4, 6-3) en deux sets. En huitièmes, elle rencontre la 3e mondiale, Agnieszka Radwańska qu'elle vainc au bout de plus de trois heures d'un combat acharné (6-3, 5-7, 9-7), lui permettant de se qualifier pour les quarts de finale. Mais la Slovaque se fera battre sèchement (2-6, 2-6) en 1 h 16 par Elena Vesnina.
Revenue sur dur lors du tournoi de Stanford, elle passe facilement ses deux premiers tours pour rejoindre les demies, avant d'être battue facilement (4-6, 2-6) par Johanna Konta, qui remportera son premier titre en carrière. A Cincinnati, elle perd en huitièmes de finale, en trois manches, face à Tímea Babos. Et enfin à l'US Open, elle se fait surprendre en trois sets, dès le troisième tour, par Lesia Tsurenko (6-3, 3-6, 4-6).
Alors que débutre la tournée asiatique, elle réalise un parcours remarquable à Wuhan, en battant Alizé Cornet (6-2, 2-6, 6-3) et Laura Siegemund (2-6, 6-3, 6-4) toutes deux qualifiées en trois manches, puis vainc facilement la 6e mondiale, Karolína Plíšková (6-2, 6-2) en 1 h 15, avant de jouer un autre match la même journée, du fait de la pluie, parvenant à se sortir du piège tendu par Barbora Strýcová (6-3, 3-6, 6-4) au bout de deux heures et demi, et se qualifiant pour le dernier carré de la compétition, à près d'une heure du matin. Dans un bras de fer intense avec Svetlana Kuznetsova, 10e mondiale, elle parvient à se sortir d'affaire au terme de 2 h 35 de match (3-6, 6-3, 6-4), se qualifiant pour la finale, la deuxième de sa saison dans la catégorie Premier 5. En finale, elle se fait dominer (1-6, 1-6) par Petra Kvitová 16e mondiale, en tout juste une heure de jeu, acculée et dominée par la puissance de la Tchèque. Grâce à ce parcours, elle réintègre le top 10 à la 8e place.
En octobre, elle participe au tournoi de Linz, où elle domine successivement Belinda Bencic (6-1, 6-2), Annika Beck, Anastasia Pavlyuchenkova (7-63, 6-4) et Carla Suárez Navarro (6-4, 6-3), elle aussi en course pour le Masters de Singapour, avant de mettre fin au parcours de Viktorija Golubic en finale. Elle domine en effet la jeune Suissesse sur le score de 6-3, 7-5 pour empocher un nouveau titre en 2016, le troisième de sa saison, en n'ayant concédé aucun set à ses adversaires.
Grâce à ce titre et au forfait de Serena Williams, elle se qualifie pour le Masters de Singapour. La Slovaque rejoint la demi-finale après n'avoir remporté qu'un match dans sa poule (le Groupe rouge) contre Simona Halep (6-3, 7-65) en 1 h 48, et ayant perdu pourtant contre l'Allemande Kerber (65-7, 6-2, 3-6) dans un match intense de 2 h 17 et face à Madison Keys (1-6, 4-6) en 1 h 5. En demi-finale, elle s'impose au terme d'un match physique en deux heures et demie contre Svetlana Kuznetsova (1-6, 7-62, 6-4), et remporte brillamment la finale de ce tournoi majeur, sur le score de 6-3, 6-4, en 1 h 16, face à la no 1 mondiale, Angelique Kerber.
Sans avoir gagné de titre du Grand Chelem, elle remporte ainsi son titre le plus prestigieux, à l'instar de Radwańska l'année précédente, et grimpe à une inédite 5e place mondiale.

### 2017 - 2019: inconstance et sortie du top 20

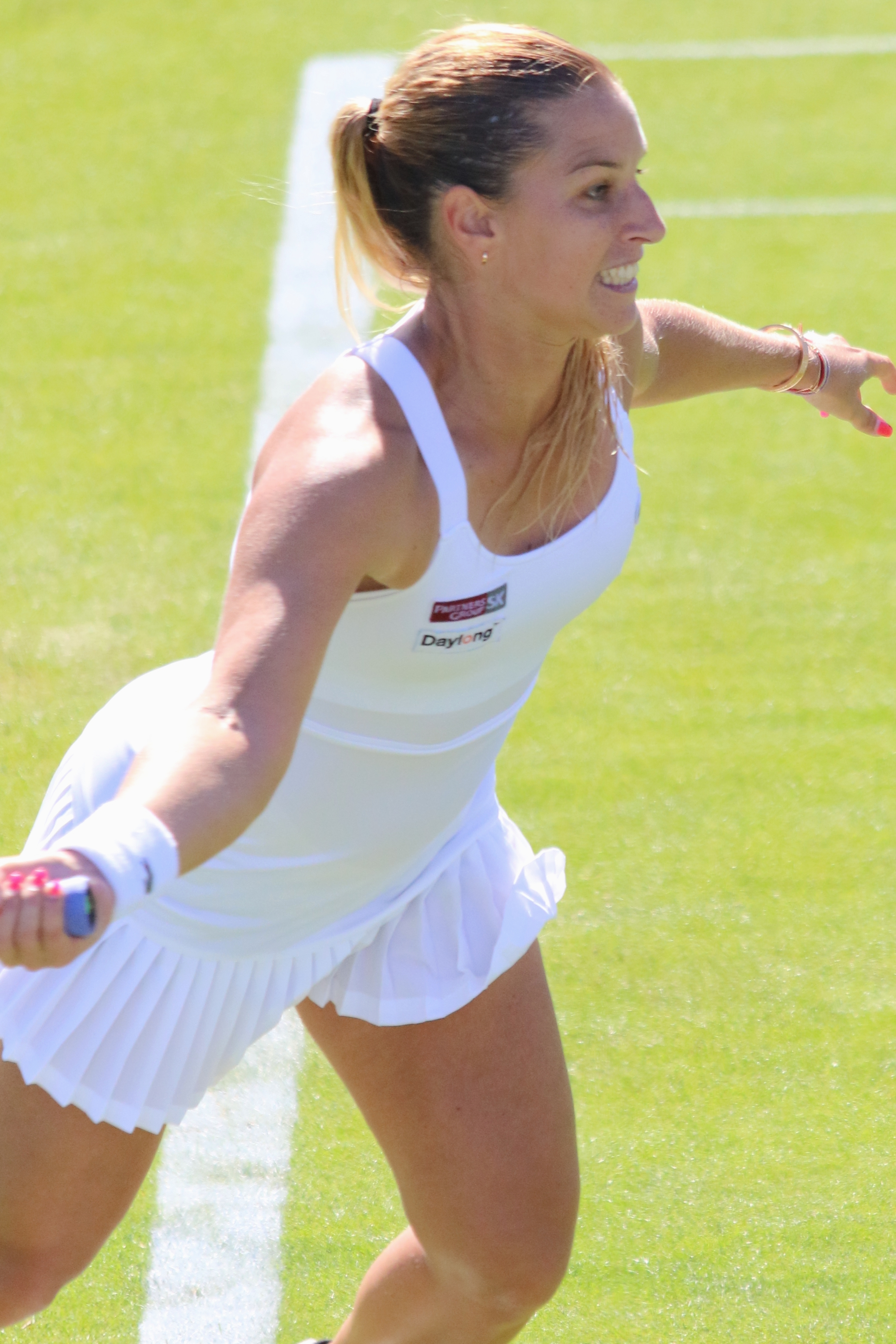
Cibulková à Eastbourne en 2017.

Lors de l'Open d'Australie 2017, elle passe Denisa Allertová et Hsieh Su-wei en deux manches, mais s'incline contre Ekaterina Makarova (2-6, 7-63, 3-6) au 3e tour, peinant à confirmer sa fin de saison 2016.
Par la suite, elle s'incline en demi-finale de Saint-Pétersbourg contre la surprenante Yulia Putintseva (6-3, 4-6, 4-6), et au même stade à Doha face à la tête de série numéro 2 et future lauréate Karolína Plíšková (4-6, 6-4, 3-6) après 1 h 53 d'effort.
En mars, Cibulková a énoncé l'idée de prendre sa retraite sportive à la fin de l'année, si elle ne réussissait pas une meilleure saison que la précédente.
Sur le ciment américain, elle fait 1/8 de finale à Indian Wells perdant (4-6, 6-3, 2-6) face à Pavlyuchenkova, et à Miami (65-7, 1-6) contre Lucie Šafářová.
Sa saison sur terre battue et gazon est médiocre avec seulement quatre petite victoires pour sept défaites. Elle revient néanmoins à son meilleur niveau à Cincinnati avec un 1/8 en battant Ana Konjuh (5-7, 7-5, 6-2), puis Alizé Cornet (6-1, 6-4) avant de tomber face à la 7e mondiale, Johanna Konta (3-6, 4-6).
À New Haven alors tête de série no 2, elle bat à nouveau Cornet (2-6, 6-2, 6-4), puis Anastasia Pavlyuchenkova (7-5, 6-4) et la qualifiée Elise Mertens (6-1, 6-3) pour atteindre sa seule finale de l'année. Au terme d'une belle finale, avec une excellente qualité tennistique de la part des deux joueuses, Cibulková finit par s'incliner (6-4, 3-6, 4-6) contre l'Australienne Daria Gavrilova, laquelle gagne son premier trophée. Enfin à l'US Open, elle perd au second tour contre la future lauréate, l'Américaine Sloane Stephens (2-6, 7-5, 3-6).
La tournée asiatique est marquée par un abandon en quart de finale de Tokyo face à la 6e mondiale Caroline Wozniacki, après avoir eu deux balles de match. Elle renonce à disputer Linz et Moscou, tout en perdant ses points et son titre du Masters de Singapour, étant alors non-qualifiée, et achève son année à la 26e place place mondiale.
En 2018, la Slovaque atteint les quarts de finale du tournoi de Sydney, mais s'incline face à Kerber. Éliminée prématurément de l'Open d'Australie dès le premier tour, elle doit attendre le tournoi de Budapest, puis de Strasbourg pour atteindre à nouveau une finale, cette dernière concédée de peu à Anastasia Pavlyuchenkova sur le score étriqué de 6–7, 7–6, 7–6.
Décevante à Roland-Garros, Cibulková se relance lors du tournoi de Wimbledon, accédant aux quarts de finale de la compétition en ayant évincé Johanna Konta et Elise Mertens sur sa route, mais sera finalement dominée par Jeļena Ostapenko (7-5, 6-4). Lors de l'US Open, la Slovaque prend sa revanche sur Kerber au troisième tour, avant d'échouer en huitièmes de finale face à Madison Keys sur le score de 6-1, 6-3. Par la suite, son résultat le plus probant sera un nouveau quart de finale à Wuhan concédé à la Biélorusse Aryna Sabalenka.
Aussi irrégulière que lors de la saison précédente, elle achève cette saison à la 25e place mondiale.
La saison 2019 est marquée par des résultats de moins en moins convaincants. Cibulková peine en effet à passer le premier tour des plus grandes compétitions, que ce soit en Grand Chelem comme en Premier 5. Pour les tournois de Wimbledon, puis de l'US Open, elle déclarera forfait à cause d'une blessure au talon d'Achille gauche,.
Le 12 novembre 2019, elle annonce la fin de sa carrière professionnelle, après quinze années passées sur le circuit.

## Palmarès

### Titres en simple dames
| No | Date       | Nom et lieu du tournoi             | Catégorie | Dotation    | Surface      | Finaliste           | Score          |          |
| -- | ---------- | ---------------------------------- | --------- | ----------- | ------------ | ------------------- | -------------- | -------- |
| 1  | 17-10-2011 | Kremlin Cup, Moscou                | Premier   | 721 000 $   | Dur (int.)   | Kaia Kanepi         | 3-6, 7-61, 7-5 | Parcours |
| 2  | 16-07-2012 | Mercury Insurance Open, Carlsbad   | Premier   | 740 000 $   | Dur (ext.)   | Marion Bartoli      | 6-1, 7-5       | Parcours |
| 3  | 22-07-2013 | Bank of the West Classic, Stanford | Premier   | 795 707 $   | Dur (ext.)   | Agnieszka Radwańska | 3-6, 6-4, 6-4  | Parcours |
| 4  | 24-02-2014 | Abierto Mexicano Telcel, Acapulco  | Intern'l  | 250 000 $   | Dur (ext.)   | Christina McHale    | 7-63, 4-6, 6-4 | Parcours |
| 5  | 04-04-2016 | Katowice Open, Katowice            | Intern'l  | 250 000 $   | Dur (int.)   | Camila Giorgi       | 6-4, 6-0       | Parcours |
| 6  | 19-06-2016 | Aegon International, Eastbourne    | Premier   | 776 878 $   | Gazon (ext.) | Karolína Plíšková   | 7-5, 6-3       | Parcours |
| 7  | 10-10-2016 | Generali Ladies, Linz              | Intern'l  | 250 000 $   | Dur (int.)   | Viktorija Golubic   | 6-3, 7-5       | Parcours |
| 8  | 23-10-2016 | BNP Paribas WTA Finals, Singapour  | Masters   | 7 000 000 $ | Dur (int.)   | Angelique Kerber    | 6-3, 6-4       | Parcours |

### Finales en simple dames
| No | Date       | Nom et lieu du tournoi                     | Catégorie | Dotation     | Surface      | Vainqueure               | Score            |          |
| -- | ---------- | ------------------------------------------ | --------- | ------------ | ------------ | ------------------------ | ---------------- | -------- |
| 1  | 07-04-2008 | Bausch & Lomb Championships, Amelia Island | Tier II   | 600 000 $    | Terre (ext.) | Maria Sharapova          | 7-67, 6-3        | Parcours |
| 2  | 28-07-2008 | Coupe Rogers American Express, Montréal    | Tier I    | 1 340 000 $  | Dur (ext.)   | Dinara Safina            | 6-2, 6-1         | Parcours |
| 3  | 10-10-2011 | Generali Ladies, Linz                      | Intern'l  | 220 000 $    | Dur (int.)   | Petra Kvitová            | 6-4, 6-1         | Parcours |
| 4  | 09-04-2012 | Barcelona Ladies Open, Barcelone           | Intern'l  | 220 000 $    | Terre (ext.) | Sara Errani              | 6-2, 6-2         | Parcours |
| 5  | 07-01-2013 | Apia International, Sydney                 | Premier   | 690 000 $    | Dur (ext.)   | Agnieszka Radwańska      | 6-0, 6-0         | Parcours |
| 6  | 13-01-2014 | Australian Open, Melbourne                 | G. Chelem | 13 615 654 $ | Dur (ext.)   | Li Na                    | 7-63, 6-0        | Parcours |
| 7  | 14-04-2014 | BMW Malaysian Open, Kuala Lumpur           | Intern'l  | 250 000 $    | Dur (ext.)   | Donna Vekić              | 5-7, 7-5, 7-64   | Parcours |
| 8  | 22-02-2016 | Abierto Mexicano Telcel por HSBC, Acapulco | Intern'l  | 250 000 $    | Dur (ext.)   | Sloane Stephens          | 6-4, 4-6, 7-65   | Parcours |
| 9  | 30-04-2016 | Mutua Madrid Open, Madrid                  | PREMIER*  | 4 771 360 €  | Terre (ext.) | Simona Halep             | 6-2, 6-4         | Parcours |
| 10 | 25-09-2016 | Dongfeng Motor Open, Wuhan                 | Premier 5 | 2 589 000 $  | Dur (ext.)   | Petra Kvitová            | 6-1, 6-1         | Parcours |
| 11 | 20-08-2017 | Connecticut Open, New Haven                | Premier   | 776 000 $    | Dur (ext.)   | Daria Gavrilova          | 4-6, 6-3, 6-4    | Parcours |
| 12 | 19-02-2018 | Hungarian Ladies Open, Budapest            | Intern'l  | 250 000 $    | Dur (int.)   | Alison Van Uytvanck      | 6-3, 3-6, 7-5    | Parcours |
| 13 | 20-05-2018 | Internationaux de Strasbourg, Strasbourg   | Intern'l  | 250 000 $    | Terre (ext.) | Anastasia Pavlyuchenkova | 65-7, 7-63, 7-66 | Parcours |

### Titre en double dames
| No | Date       | Nom et lieu du tournoi | Catégorie | Dotation  | Surface      | Partenaire       | Finalistes                | Score            |          |
| -- | ---------- | ---------------------- | --------- | --------- | ------------ | ---------------- | ------------------------- | ---------------- | -------- |
| 1  | 12-06-2017 | Ricoh Open Bois-le-Duc | Intern'l  | 250 000 $ | Gazon (ext.) | Kirsten Flipkens | Kiki Bertens Demi Schuurs | 4-6, 6-4, [10-6] | Parcours |

### Finales en double dames
| No | Date       | Nom et lieu du tournoi    | Catégorie | Dotation  | Surface      | Vainqueures                          | Partenaire             | Score             |          |
| -- | ---------- | ------------------------- | --------- | --------- | ------------ | ------------------------------------ | ---------------------- | ----------------- | -------- |
| 1  | 13-06-2011 | Unicef Open Bois-le-Duc   | Intern'l  | 220 000 $ | Gazon (ext.) | Barbora Z. Strýcová Klára Zakopalová | Flavia Pennetta        | 1-6, 6-4, [10-7]  | Parcours |
| 2  | 16-06-2013 | Topshelf Open Bois-le-Duc | Intern'l  | 235 000 $ | Gazon (ext.) | Irina-Camelia Begu Anabel Medina     | Arantxa Parra Santonja | 4-6, 7-63, [11-9] | Parcours |

### Titre en double mixte
| No | Date       | Nom et lieu du tournoi       | Catégorie | Dotation      | Surface    | Partenaire     | Finalistes                | Score        |          |
| -- | ---------- | ---------------------------- | --------- | ------------- | ---------- | -------------- | ------------------------- | ------------ | -------- |
| 1  | 03-01-2009 | Hyundai Hopman Cup XXI Perth | ITF       | 1 000 000 AU$ | Dur (int.) | Dominik Hrbatý | Dinara Safina Marat Safin | 2 matchs à 0 | Parcours |

## Parcours en Grand Chelem

### Finale (1)
| Année | Tournoi          | Adversaire en finale | Score     |
| 2014  | Open d'Australie | Li Na                | 63-7, 0-6 |

### En simple dames
| Année | Open d'Australie | Open d'Australie    | Internationaux de France | Internationaux de France | Wimbledon       | Wimbledon          | US Open         | US Open             |
| ----- | ---------------- | ------------------- | ------------------------ | ------------------------ | --------------- | ------------------ | --------------- | ------------------- |
| 2007  | Q1               | Alla Kudryavtseva   | 3e tour (1/16)           | Svetlana Kuznetsova      | Q1              | Anda Perianu       | 2e tour (1/32)  | Victoria Azarenka   |
| 2008  | 1er tour (1/64)  | Flavia Pennetta     | 3e tour (1/16)           | Jelena Janković          | 1er tour (1/64) | Zheng Jie          | 3e tour (1/16)  | Agnieszka Radwańska |
| 2009  | 4e tour (1/8)    | Elena Dementieva    | 1/2 finale               | Dinara Safina            | 3e tour (1/16)  | Elena Vesnina      | —               | —                   |
| 2010  | 1er tour (1/64)  | Vania King          | 3e tour (1/16)           | Venus Williams           | 3e tour (1/16)  | Serena Williams    | 1/4 de finale   | Caroline Wozniacki  |
| 2011  | 3e tour (1/16)   | Caroline Wozniacki  | 1er tour (1/64)          | Vania King               | 1/4 de finale   | Maria Sharapova    | 2e tour (1/32)  | Irina Falconi       |
| 2012  | 2e tour (1/32)   | Gréta Arn           | 1/4 de finale            | Samantha Stosur          | 1er tour (1/64) | Klára Koukalová    | 3e tour (1/16)  | Roberta Vinci       |
| 2013  | 2e tour (1/32)   | Valeria Savinykh    | 2e tour (1/32)           | Marina Eraković          | 3e tour (1/16)  | Roberta Vinci      | 1er tour (1/64) | Elina Svitolina     |
| 2014  | Finale           | Li Na               | 3e tour (1/16)           | Samantha Stosur          | 3e tour (1/16)  | Lucie Šafářová     | 1er tour (1/64) | Catherine Bellis    |
| 2015  | 1/4 de finale    | Serena Williams     | —                        | —                        | 1er tour (1/64) | Daniela Hantuchová | 3e tour (1/16)  | Eugenie Bouchard    |
| 2016  | 1er tour (1/64)  | Kristina Mladenovic | 3e tour (1/16)           | Carla Suárez             | 1/4 de finale   | Elena Vesnina      | 3e tour (1/16)  | Lesia Tsurenko      |
| 2017  | 3e tour (1/16)   | Ekaterina Makarova  | 2e tour (1/32)           | Ons Jabeur               | 3e tour (1/16)  | Ana Konjuh         | 2e tour (1/32)  | Sloane Stephens     |
| 2018  | 1er tour (1/64)  | Kaia Kanepi         | 1er tour (1/64)          | Julia Görges             | 1/4 de finale   | Jeļena Ostapenko   | 4e tour (1/8)   | Madison Keys        |
| 2019  | 1er tour (1/64)  | Zhang Shuai         | 1er tour (1/64)          | Aryna Sabalenka          | —               | —                  | —               | —                   |

N.B. : à droite du résultat se trouve le nom de l'ultime adversaire.

### En double dames
| Année | Open d'Australie               | Open d'Australie            | Internationaux de France       | Internationaux de France    | Wimbledon                     | Wimbledon                     | US Open                       | US Open                     |
| ----- | ------------------------------ | --------------------------- | ------------------------------ | --------------------------- | ----------------------------- | ----------------------------- | ----------------------------- | --------------------------- |
| 2007  | -                              | -                           | -                              | -                           | -                             | -                             | 1er tour (1/32) Camille Pin   | I. Benešová G. Voskoboeva   |
| 2008  | -                              | -                           | 1er tour (1/32) Eva Hrdinová   | A. Bondarenko K. Bondarenko | 1er tour (1/32) A. Kleybanova | S. Cîrstea M. Niculescu       | 1/4 de finale V. Razzano      | K. Srebotnik Ai Sugiyama    |
| 2009  | 1er tour (1/32) V. Razzano     | Anabel Medina V. Ruano      | 1er tour (1/32) V. Razzano     | Anabel Medina V. Ruano      | 1er tour (1/32) J. Husárová   | A. Kleybanova E. Makarova     | -                             | -                           |
| 2010  | 1er tour (1/32) M. Krajicek    | J. Janković Shenay Perry    | 2e tour (1/16) Julia Görges    | A. Hlaváčková L. Hradecká   | 3e tour (1/8) Pavlyuchenkova  | S. Williams V. Williams       | 2e tour (1/16) Pavlyuchenkova | Chan Yung-Jan Zheng Jie     |
| 2011  | 1er tour (1/32) Pavlyuchenkova | Chan Yung-Jan A. Radwańska  | -                              | -                           | 1er tour (1/32) Petra Kvitová | I. Benešová B. Z. Strýcová    | 2e tour (1/16) F. Schiavone   | A. Kudryavtseva E. Makarova |
| 2012  | 2e tour (1/16) Jill Craybas    | J. Gajdošová B. Mattek      | 2e tour (1/16) Zheng Saisai    | E. Makarova Elena Vesnina   | 2e tour (1/16) D. Hantuchová  | A. Hlaváčková L. Hradecká     | 1er tour (1/32) D. Hantuchová | R. Kops-Jones A. Spears     |
| 2013  | 2e tour (1/16) Ksenia Pervak   | Sílvia Soler Carla Suárez   | 1er tour (1/32) B. Z. Strýcová | S. Kuznetsova F. Pennetta   | 1er tour (1/32) M. Niculescu  | A.-L. Grönefeld Květa Peschke | 1er tour (1/32) M. Niculescu  | Pavlyuchenkova L. Šafářová  |
| 2014  | 1er tour (1/32) Y. Wickmayer   | Tímea Babos Petra Martić    | 2e tour (1/16) K. Flipkens     | Madison Keys Alison Riske   | 1er tour (1/32) K. Flipkens   | Y. Beygelzimer Klaudia Jans   | 1er tour (1/32) Mirjana Lučić | C. Garcia M. Niculescu      |
| 2015  | 2e tour (1/16) K. Flipkens     | E. Makarova Elena Vesnina   | -                              | -                           | -                             | -                             | 2e tour (1/16) M. Rybáriková  | Tímea Babos K. Mladenovic   |
| 2016  | 3e tour (1/8) K. Flipkens      | An. Rodionova Ar. Rodionova | 2e tour (1/16) K. Flipkens     | Tímea Babos Y. Shvedova     | -                             | -                             | -                             | -                           |
| 2019  | -                              | -                           | 1er tour (1/32) L. Šafářová    | Sofia Kenin A. Petkovic     | -                             | -                             | -                             | -                           |

Sous le résultat, la partenaire ; à droite, l'ultime équipe adverse.

### En double mixte
| Année | Open d'Australie            | Open d'Australie  | Internationaux de France      | Internationaux de France | Wimbledon | Wimbledon | US Open                       | US Open                    |
| ----- | --------------------------- | ----------------- | ----------------------------- | ------------------------ | --------- | --------- | ----------------------------- | -------------------------- |
| 2008  | -                           | -                 | 2e tour (1/8) Gaël Monfils    | K. Srebotnik N. Zimonjić | -         | -         | 1er tour (1/16) Jürgen Melzer | Květa Peschke Pavel Vízner |
| 2009  | 1/4 de finale Jürgen Melzer | N. Dechy Andy Ram | 1er tour (1/16) Filip Polášek | S. Bammer Łukasz Kubot   | -         | -         | -                             | -                          |

Sous le résultat, le partenaire ; à droite, l'ultime équipe adverse.

## Parcours en «Premier Mandatory» et «Premier 5»
Découlant d'une réforme du circuit WTA inaugurée en 2009, les tournois WTA « Premier Mandatory » et « Premier 5 » constituent les catégories d'épreuves les plus prestigieuses, après les quatre levées du Grand Chelem.

### En simple dames
| Année |              | Premier Mandatory            | Premier Mandatory           | Premier Mandatory         | Premier Mandatory           |       | Premier 5 | Premier 5                     | Premier 5                   | Premier 5                    | Premier 5                      | Premier 5 | Premier 5                      |
| Année | Indian Wells | Miami                        | Madrid                      | Pékin                     |                             | Dubaï | Rome      | Canada                        | Cincinnati                  |                              | Tokyo                          |           |                                |
| Année | Indian Wells | Miami                        | Madrid                      | Pékin                     |                             | Doha  | Rome      | Canada                        | Cincinnati                  |                              | Wuhan                          |           |                                |
| Année | Indian Wells | Miami                        | Madrid                      | Pékin                     |                             |       | Rome      | Canada                        | Cincinnati                  |                              |                                |           |                                |
| 2009  |              | 2e tour (1/32) N. Llagostera | 3e tour (1/16) A. Medina    |                           |                             |       |           | 3e tour (1/8) E. Vesnina      |                             | 2e tour (1/16) A. Kleybanova | 1er tour (1/32) Peng Shuai     |           |                                |
| 2010  |              | 2e tour (1/32) S. Errani     | 3e tour (1/16) J. Henin     | 2e tour (1/16) Li Na      | 2e tour (1/16) A. Sevastova |       |           | 2e tour (1/16) C. Wozniacki   | 3e tour (1/8) M. Kirilenko  | 1er tour (1/32) M. Kirilenko | 1er tour (1/32) A. Bondarenko  |           | 1er tour (1/32) Pavlyuchenkova |
| 2011  |              | 4e tour (1/8) Y. Wickmayer   | 3e tour (1/16) V. Azarenka  | 1/4 de finale P. Kvitová  | 3e tour (1/8) F. Pennetta   |       |           | 1er tour (1/32) J. Gajdošová  |                             | 1er tour (1/32) I. Benešová  |                                |           | 2e tour (1/16) I. Benešová     |
| 2012  |              | 3e tour (1/16) R. Vinci      | 4e tour (1/8) V. Azarenka   | 1er tour (1/32) R. Vinci  | 1er tour (1/32) Y. Shvedova |       |           | 1er tour (1/32) F. Pennetta   | 1/4 de finale Li Na         | 2e tour (1/16) V. Lepchenko  | 2e tour (1/16) A. Hlaváčková   |           | 3e tour (1/8) S. Stosur        |
| 2013  |              | 3e tour (1/16) K. Zakopalová | 4e tour (1/8) S. Williams   | 2e tour (1/16) S. Lisicki | 1er tour (1/32) M. Keys     |       |           |                               | 3e tour (1/8) S. Williams   | 1/4 de finale Li Na          | 1er tour (1/32) P. Hercog      |           | 3e tour (1/8) A. Radwańska     |
| 2014  |              | 1/4 de finale Li Na          | 1/2 finale Li Na            | 1er tour (1/32) S. Stosur |                             |       |           | 1er tour (1/32) A. Kleybanova | 1er tour (1/32) C. Giorgi   | 2e tour (1/16) H. Watson     | 1er tour (1/32) Pavlyuchenkova |           | 1er tour (1/32) M. Keys        |
| 2015  |              |                              |                             |                           | 2e tour (1/16) A. Kerber    |       |           |                               |                             | 2e tour (1/16) A. Cornet     | 1er tour (1/32) F. Pennetta    |           | 1er tour (1/32) M. Brengle     |
| 2016  |              | 2e tour (1/32) A. Radwańska  | 2e tour (1/32) G. Muguruza  | Finale S. Halep           | 2e tour (1/16) A. Cornet    |       |           |                               |                             | 2e tour (1/16) E. Bouchard   | 3e tour (1/8) T. Babos         |           | Finale P. Kvitová              |
| 2017  |              | 4e tour (1/8) Pavlyuchenkova | 4e tour (1/8) L. Šafářová   | 2e tour (1/16) O. Dodin   | 1er tour (1/32) E. Mertens  |       |           | 2e tour (1/16) E. Makarova    | 2e tour (1/16) E. Makarova  | 2e tour (1/16) L. Šafářová   | 3e tour (1/8) J. Konta         |           | 3e tour (1/8) C. Garcia        |
| 2018  |              | 2e tour (1/32) C. Dolehide   |                             | 1er tour (1/32) C. Garcia | 1/4 de finale A. Sevastova  |       |           | 2e tour (1/16) C. Garcia      | 2e tour (1/16) M. Sharapova |                              |                                |           | 1/4 de finale A. Sabalenka     |
| 2019  |              | 2e tour (1/32) B. Andreescu  | 1er tour (1/64) V. Azarenka | 1er tour (1/32) N. Osaka  |                             |       |           | 2e tour (1/16) Ka. Plíšková   | 2e tour (1/16) N. Osaka     |                              |                                |           |                                |

Sous le résultat, l’ultime adversaire.

### En double dames
| 2009                                                                             |   |                                                                               |                                                                            |                                                                           |   |   |   |                                    |                                     |                                                                              |                                                                           |   |   |                                                                          |   |                                                                              |   |   |  |  |
| —                                                                                | — | —                                                                             | —                                                                          | —                                                                         | — | — | — | 2e tour (1/8) Razzano \|\| Forfait |                                     |                                                                              | —                                                                         | — | — | —                                                                        | — | —                                                                            | — | — |  |  |
| 2010                                                                             |   |                                                                               |                                                                            |                                                                           |   |   |   |                                    |                                     |                                                                              |                                                                           |   |   |                                                                          |   |                                                                              |   |   |  |  |
| —                                                                                | — | —                                                                             | —                                                                          | —                                                                         | — | — | — | —                                  | —                                   |                                                                              |                                                                           | — | — | —                                                                        | — | 2e tour (1/8) Pavlyuchenkova \|\| style="text-align:left;" \| Dulko Pennetta | — | — |  |  |
| 2012                                                                             |   |                                                                               |                                                                            |                                                                           |   |   |   |                                    |                                     |                                                                              |                                                                           |   |   |                                                                          |   |                                                                              |   |   |  |  |
| —                                                                                | — | 1er tour (1/16) Janković \|\| style="text-align:left;" \| Shvedova Voskoboeva | 1/4 de finale Husárová \|\| style="text-align:left;" \| Errani Vinci       | 1er tour (1/16) Husárová \|\| style="text-align:left;" \| Srebotnik Zheng |   |   | — | —                                  | 1/4 de finale Husárová \|\| Forfait | 2e tour (1/8) Hantuchová \|\| style="text-align:left;" \| Mattek-Sands Mirza | 2e tour (1/8) Hantuchová \|\| Forfait                                     | — | — |                                                                          |   |                                                                              |   |   |  |  |
| 2013                                                                             |   |                                                                               |                                                                            |                                                                           |   |   |   |                                    |                                     |                                                                              |                                                                           |   |   |                                                                          |   |                                                                              |   |   |  |  |
| 1er tour (1/16) Birnerová \|\| style="text-align:left;" \| Janković Lučić-Baroni | — | —                                                                             | 1er tour (1/16) Huber \|\| style="text-align:left;" \| Kuznetsova Pennetta | —                                                                         | — |   |   | —                                  | —                                   | 1/4 de finale Niculescu \|\| style="text-align:left;" \| Hsieh Peng          | 1er tour (1/16) Hsieh \|\| style="text-align:left;" \| Janković Srebotnik | — | — | 1er tour (1/8) Erakovic \|\| style="text-align:left;" \| Görges Strýcová |   |                                                                              |   |   |  |  |

N.B. : le nom de la partenaire se trouve sous le résultat ; le nom des ultimes adversaires se trouve à droite.

## Parcours aux Masters

### En simple dames
| # | Date       | Nom de l'édition                              | ($)       | Surface    | Résultat | Ultime(s) adversaire(s) | Score    |          |
| - | ---------- | --------------------------------------------- | --------- | ---------- | -------- | ----------------------- | -------- | -------- |
| 1 | 23/10/2016 | BNP Paribas WTA Finals by SC Global Singapour | 7 000 000 | Dur (int.) | Victoire | Angelique Kerber        | 6-3, 6-4 | Parcours |

## Parcours aux Jeux olympiques

### En simple dames
| # | Date       | Nom de l'olympiade             | Surface      | Résultat        | Ultime adversaire  | Score     |          |
| - | ---------- | ------------------------------ | ------------ | --------------- | ------------------ | --------- | -------- |
| 1 | 11/08/2008 | Olympic Tennis Event Pékin     | Dur (ext.)   | 3e tour (1/8)   | Jelena Janković    | 7-5, 6-1  | Parcours |
| 2 | 28/07/2012 | Olympic Tennis Event Wimbledon | Gazon (ext.) | 1er tour (1/32) | Tsvetana Pironkova | 7-64, 6-2 | Parcours |

### En double dames
| # | Date       | Nom de l'olympiade             | Surface      | Résultat        | Partenaire         | Ultimes adversaires                   | Score    |          |
| - | ---------- | ------------------------------ | ------------ | --------------- | ------------------ | ------------------------------------- | -------- | -------- |
| 1 | 28/07/2012 | Olympic Tennis Event Wimbledon | Gazon (ext.) | 1er tour (1/16) | Daniela Hantuchová | Agnieszka Radwańska Urszula Radwańska | 6-2, 6-1 | Parcours |

## Parcours en Fed Cup
| #                                                                              | Date       | Lieu         | Surface         | Gagnante(s)                           | Perdante(s)                             | Score          |          |
|                                                                                |            |              |                 |                                       |                                         |                |          |
| 2005 - Barrage (groupe mondial II) - Thaïlande - Slovaquie - 4 : 1             |            |              |                 |                                       |                                         |                |          |
| 1                                                                              | 09/07/2005 | Pathum Thani | Dur (ext.)      | S. Viratprasert                       | Dominika Cibulková                      | 6-4, 6-4       | Parcours |
| 1                                                                              | 09/07/2005 | Pathum Thani | Dur (ext.)      | Montinee Tangphong Napaporn Tongsalee | Dominika Cibulková Magdaléna Rybáriková | 3-6, 6-1, 7-5  | Parcours |
|                                                                                |            |              |                 |                                       |                                         |                |          |
| 2006 - Barrage (groupe mondial II) - Slovaquie - Thaïlande - 5 : 0             |            |              |                 |                                       |                                         |                |          |
| 2                                                                              | 15/07/2006 | Bratislava   | Dur (int.)      | Dominika Cibulková                    | Montinee Tangphong                      | 6-3, 6-1       | Parcours |
|                                                                                |            |              |                 |                                       |                                         |                |          |
| 2007 - 1er tour (groupe mondial II) - Slovaquie - République tchèque - 0 : 5   |            |              |                 |                                       |                                         |                |          |
| 3                                                                              | 21/04/2007 | Bratislava   | Terre (ext.)    | Nicole Vaidišová                      | Dominika Cibulková                      | 3-6, 6-4, 7-5  | Parcours |
| 3                                                                              | 21/04/2007 | Bratislava   | Terre (ext.)    | Iveta Benešová Barbora Z. Strýcová    | Janette Husárová Dominika Cibulková     | 6-3, 6-3       | Parcours |
|                                                                                |            |              |                 |                                       |                                         |                |          |
| 2007 - Barrage (groupe mondial II) - Slovaquie - Serbie - 4 : 1                |            |              |                 |                                       |                                         |                |          |
| 4                                                                              | 14/07/2007 | Košice       | Dur (int.)      | Jelena Janković                       | Dominika Cibulková                      | 7-5, 1-6, 9-7  | Parcours |
| 4                                                                              | 14/07/2007 | Košice       | Dur (int.)      | Dominika Cibulková                    | Ana Jovanović                           | 6-4, 6-2       | Parcours |
|                                                                                |            |              |                 |                                       |                                         |                |          |
| 2008 - 1er tour (groupe mondial II) - République tchèque - Slovaquie - 3 : 2   |            |              |                 |                                       |                                         |                |          |
| 5                                                                              | 02/02/2008 | Brno         | Moquette (int.) | Dominika Cibulková                    | Petra Cetkovská                         | 7-5, 6-3       | Parcours |
| 5                                                                              | 02/02/2008 | Brno         | Moquette (int.) | Nicole Vaidišová                      | Dominika Cibulková                      | 3-6, 6-3, 6-1  | Parcours |
| 5                                                                              | 02/02/2008 | Brno         | Moquette (int.) | Nicole Vaidišová Květa Peschke        | Dominika Cibulková Janette Husárová     | 6-1, 2-6, 6-4  | Parcours |
|                                                                                |            |              |                 |                                       |                                         |                |          |
| 2008 - Barrage (groupe mondial II) - Slovaquie - Ouzbékistan - 5 : 0           |            |              |                 |                                       |                                         |                |          |
| 6                                                                              | 26/04/2008 | Bratislava   | Terre (int.)    | Dominika Cibulková                    | Iroda Tulyaganova                       | 7-64, 7-5      | Parcours |
| 6                                                                              | 26/04/2008 | Bratislava   | Terre (int.)    | Dominika Cibulková                    | Akgul Amanmuradova                      | 7-69, 6-4      | Parcours |
|                                                                                |            |              |                 |                                       |                                         |                |          |
| 2009 - 1er tour (groupe mondial II) - Slovaquie - Belgique - 4 : 1             |            |              |                 |                                       |                                         |                |          |
| 7                                                                              | 07/02/2009 | Bratislava   | Dur (int.)      | Dominika Cibulková                    | Kirsten Flipkens                        | 7-64, 6-1      | Parcours |
| 7                                                                              | 07/02/2009 | Bratislava   | Dur (int.)      | Dominika Cibulková                    | Yanina Wickmayer                        | 6-0, 6-3       | Parcours |
|                                                                                |            |              |                 |                                       |                                         |                |          |
| 2009 - Barrage (groupe mondial I) - France - Slovaquie - 3 : 2                 |            |              |                 |                                       |                                         |                |          |
| 8                                                                              | 25/04/2009 | Limoges      | Terre (int.)    | Amélie Mauresmo                       | Dominika Cibulková                      | 4-6, 6-2, 6-3  | Parcours |
| 8                                                                              | 25/04/2009 | Limoges      | Terre (int.)    | Dominika Cibulková                    | Alizé Cornet                            | 6-2, 5-7, 6-4  | Parcours |
| 8                                                                              | 25/04/2009 | Limoges      | Terre (int.)    | Nathalie Dechy Amélie Mauresmo        | Dominika Cibulková Daniela Hantuchová   | 4-6, 6-1, 6-4  | Parcours |
|                                                                                |            |              |                 |                                       |                                         |                |          |
| 2010 - 1er tour (groupe mondial II) - Slovaquie - Chine - 3 : 2                |            |              |                 |                                       |                                         |                |          |
| 9                                                                              | 06/02/2010 | Bratislava   | Dur (int.)      | Dominika Cibulková                    | Han Xinyun                              | 6-1, 6-4       | Parcours |
| 9                                                                              | 06/02/2010 | Bratislava   | Dur (int.)      | Dominika Cibulková                    | Zhang Shuai                             | 6-4, 6-1       | Parcours |
| 9                                                                              | 06/02/2010 | Bratislava   | Dur (int.)      | Lu Jing-Jing Zhang Shuai              | Dominika Cibulková Kristína Kučová      | 2-3, ab.       | Parcours |
|                                                                                |            |              |                 |                                       |                                         |                |          |
| 2011 - 1/4 de finale (groupe mondial) - Slovaquie - République tchèque - 2 : 3 |            |              |                 |                                       |                                         |                |          |
| 10                                                                             | 05/02/2011 | Bratislava   | Dur (int.)      | Petra Kvitová                         | Dominika Cibulková                      | 6-2, 6-3       | Parcours |
|                                                                                |            |              |                 |                                       |                                         |                |          |
| 2011 - Barrage (groupe mondial I) - Slovaquie - Serbie - 2 : 3                 |            |              |                 |                                       |                                         |                |          |
| 11                                                                             | 16/04/2011 | Bratislava   | Terre (int.)    | Dominika Cibulková                    | Bojana Jovanovski                       | 4-6, 6-3, 6-1  | Parcours |
| 11                                                                             | 16/04/2011 | Bratislava   | Terre (int.)    | Dominika Cibulková                    | Ana Ivanović                            | 6-4, 3-3, ab.  | Parcours |
|                                                                                |            |              |                 |                                       |                                         |                |          |
| 2012 - 1er tour (groupe mondial II) - Slovaquie - France - 3 : 2               |            |              |                 |                                       |                                         |                |          |
| 12                                                                             | 04/02/2012 | Bratislava   | Dur (int.)      | Virginie Razzano                      | Dominika Cibulková                      | 6-4, 6-4       | Parcours |
| 12                                                                             | 04/02/2012 | Bratislava   | Dur (int.)      | Dominika Cibulková                    | Pauline Parmentier                      | 6-4, 6-3       | Parcours |
|                                                                                |            |              |                 |                                       |                                         |                |          |
| 2012 - Barrage (groupe mondial I) - Espagne - Slovaquie - 2 : 3                |            |              |                 |                                       |                                         |                |          |
| 13                                                                             | 21/04/2012 | Marbella     | Terre (ext.)    | Dominika Cibulková                    | Lourdes Domínguez                       | 6-3, 6-0       | Parcours |
| 13                                                                             | 21/04/2012 | Marbella     | Terre (ext.)    | Dominika Cibulková                    | Sílvia Soler                            | 6-4, 6-4       | Parcours |
|                                                                                |            |              |                 |                                       |                                         |                |          |
| 2013 - 1er tour (groupe mondial) - Serbie - Slovaquie - 2 : 3                  |            |              |                 |                                       |                                         |                |          |
| 14                                                                             | 09/02/2013 | Niš          | Dur (int.)      | Vesna Dolonc                          | Dominika Cibulková                      | 4-6, 4-5, ab.  | Parcours |
|                                                                                |            |              |                 |                                       |                                         |                |          |
| 2013 - 1/2 finale (groupe mondial) - Russie - Slovaquie - 3 : 2                |            |              |                 |                                       |                                         |                |          |
| 15                                                                             | 20/04/2013 | Moscou       | Terre (int.)    | Dominika Cibulková                    | A. Pavlyuchenkova                       | 5-7, 6-1, 6-4  | Parcours |
| 15                                                                             | 20/04/2013 | Moscou       | Terre (int.)    | Maria Kirilenko                       | Dominika Cibulková                      | 7-5, 6-1       | Parcours |
| 15                                                                             | 20/04/2013 | Moscou       | Terre (int.)    | Ekaterina Makarova Elena Vesnina      | Dominika Cibulková Daniela Hantuchová   | 4-6, 6-3, 6-1  | Parcours |
|                                                                                |            |              |                 |                                       |                                         |                |          |
| 2014 - 1er tour (groupe mondial) - Slovaquie - Allemagne - 1 : 3               |            |              |                 |                                       |                                         |                |          |
| 16                                                                             | 08/02/2014 | Bratislava   | Dur (int.)      | Andrea Petkovic                       | Dominika Cibulková                      | 2-6, 7-67, 6-2 | Parcours |
| 16                                                                             | 08/02/2014 | Bratislava   | Dur (int.)      | Angelique Kerber                      | Dominika Cibulková                      | 6-3, 7-65      | Parcours |
|                                                                                |            |              |                 |                                       |                                         |                |          |
| 2016 - 1er tour (groupe mondial II) - Slovaquie - Australie - 2 : 3            |            |              |                 |                                       |                                         |                |          |
| 17                                                                             | 06/02/2016 | Bratislava   | Dur (int.)      | Dominika Cibulková                    | Kimberly Birrell                        | 6-3, 6-1       | Parcours |
|                                                                                |            |              |                 |                                       |                                         |                |          |
| 2016 - Barrage (groupe mondial II) - Slovaquie - Canada - 3 : 2                |            |              |                 |                                       |                                         |                |          |
| 18                                                                             | 16/04/2016 | Bratislava   | Terre (int.)    | Dominika Cibulková                    | Françoise Abanda                        | 4-6, 6-3, 6-1  | Parcours |
| 18                                                                             | 16/04/2016 | Bratislava   | Terre (int.)    | Dominika Cibulková                    | Aleksandra Wozniak                      | 6-2, 6-0       | Parcours |

## Classements WTA en fin de saison
| Année          | 2005 | 2006 | 2007 | 2008 | 2009 | 2010 | 2011 | 2012 | 2013 | 2014 | 2015 | 2016 | 2017 | 2018 | 2019 |
| Rang en simple | 555  | 156  | 52   | 19   | 30   | 31   | 18   | 15   | 23   | 11   | 38   | 5    | 26   | 25   | 315  |
| Rang en double | –    | 598  | 457  | 141  | 847  | 108  | 157  | 62   | 125  | 346  | 171  | 178  | 196  | –    | 1201 |

Source : (en) Classements de Dominika Cibulková sur le site officiel de la Fédération internationale de tennis

## Records et statistiques

### Confrontations avec ses principales adversaires
Confrontations lors des différents tournois WTA avec ses principales adversaires (6 confrontations minimum et avoir été membre du top 10). Classement par pourcentage de victoires. Situation au 26 septembre 2018 :